# Parasteatoda simulans
Parasteatoda simulans là một loài nhện trong họ Theridiidae.
Loài này thuộc chi Parasteatoda. Parasteatoda simulans được Tord Tamerlan Teodor Thorell miêu tả năm 1875.